# Skate It
Skate It è un videogioco di skateboarding sviluppato da EA Montreal, Exient Entertainment e EA Black Box per Nintendo DS, Wii, e iOS. Il gioco è uno spin-off della serie Skate. È stato pubblicato il 19 novembre 2008 in Nord America, il 20 novembre 2008 in Europa ed Australia per Nintendo DS.

## Modalità di gioco
Ci si muove con il touch screen o con i pulsanti, si fanno le evoluzioni muovendo lo stilo sopra la tavola da skateboard.

## Partita multigiocatore
Nella partita multigiocatore ci sono 4 sfide:
- S.K.A.T.E.: uno skater fa le acrobazie, l'altro lo imita sennò perde
- le Jam: fai più punti possibile prima che il tempo scada. Lo skater più folle vince
- Miglior Trick: esegui i tuoi migliori trick nel tempo prestabilito. Vince la migliore sequenza singola
- Sfida Checkpoint: concentrati sull'obiettivo, polverizza l'avversario. Le sfide disponibili dipendono dai luoghi. Entrambi i giocatori devono accettare la sfida proposta prima che inizi